# Ibrahim Djambo
Ibrahim Djambo (Bamako, 14 luglio 1992) è un cestista maliano.

## Carriera
Con il Mali ha disputato tre edizioni dei Campionati africani (2015, 2017, 2021).